# Lipararchis tranquillalis
Lipararchis tranquillalis is een vlinder uit de familie van de grasmotten (Crambidae). De wetenschappelijke naam van deze soort is voor het eerst voorgesteld als Botys tranquillalis door Julius Lederer in een publicatie uit 1863.
De soort komt voor in China (Hainan) en  Indonesië (de Molukken, West-Papoea).